# أسفل الحومرة (المسيمير)

تعديل مصدري - تعديل

اسفل الحومرة هي إحدى قرى عزلة المسيمير بمديرية المسيمير التابعة لمحافظة لحج، بلغ تعداد سكانها 165 نسمة حسب تعداد اليمن لعام 2004.